# Knipowitschia longecaudata
 Knipowitschia longecaudata és una espècie de peix de la família dels gòbids i de l'ordre dels perciformes.

## Morfologia
Els mascles poden assolir els 5 cm de longitud total.

## Distribució geogràfica
Es troba a la mar Negra, la Mar d'Azov i la mar Càspia.